# فابيو فريري مارتينز
فابيو فريري مارتينز (مواليد 27 مارس 1989)، هو لاعب كرة قدم سابق كان يلعب كمهاجم.

## وصلات خارجية
- فابيو فريري مارتينز على موقع رابطة كرة القدم اليابانية للمحترفين (اليابانية)
- فابيو فريري مارتينز على موقع قاعدة بيانات كرة القدم.إي يو (الإنجليزية)
- فابيو فريري مارتينز على موقع Soccerway.com (الإنجليزية)
- فابيو فريري مارتينز على موقع عالم كرة القدم.نت (الإنجليزية)